# Lissotes
Lissotes es un género de coleóptero de la familia Lucanidae.

## Especies
Las especies de este género son:
- Lissotes basilaris
- Lissotes bornemisszai
- Lissotes cancroides
- Lissotes convexus
- Lissotes cornutus
- Lissotes crenatus
- Lissotes curvicornis
- Lissotes darlingtoni
- Lissotes desmaresti
- Lissotes distinctus
- Lissotes forcipula
- Lissotes furcicornis
- Lissotes globosus
- Lissotes kershawi
- Lissotes lacroixi
- Lissotes laticollis
- Lissotes latidens
- Lissotes launcestoni
- Lissotes macrocephalus
- Lissotes menalcas
- Lissotes obtusatus
- Lissotes politus
- Lissotes rodwayi
- Lissotes rudis
- Lissotes subcaeruleus
- Lissotes subcrenatus
- Lissotes urus
- Lissotes vanderschoori